# Piaggio X10

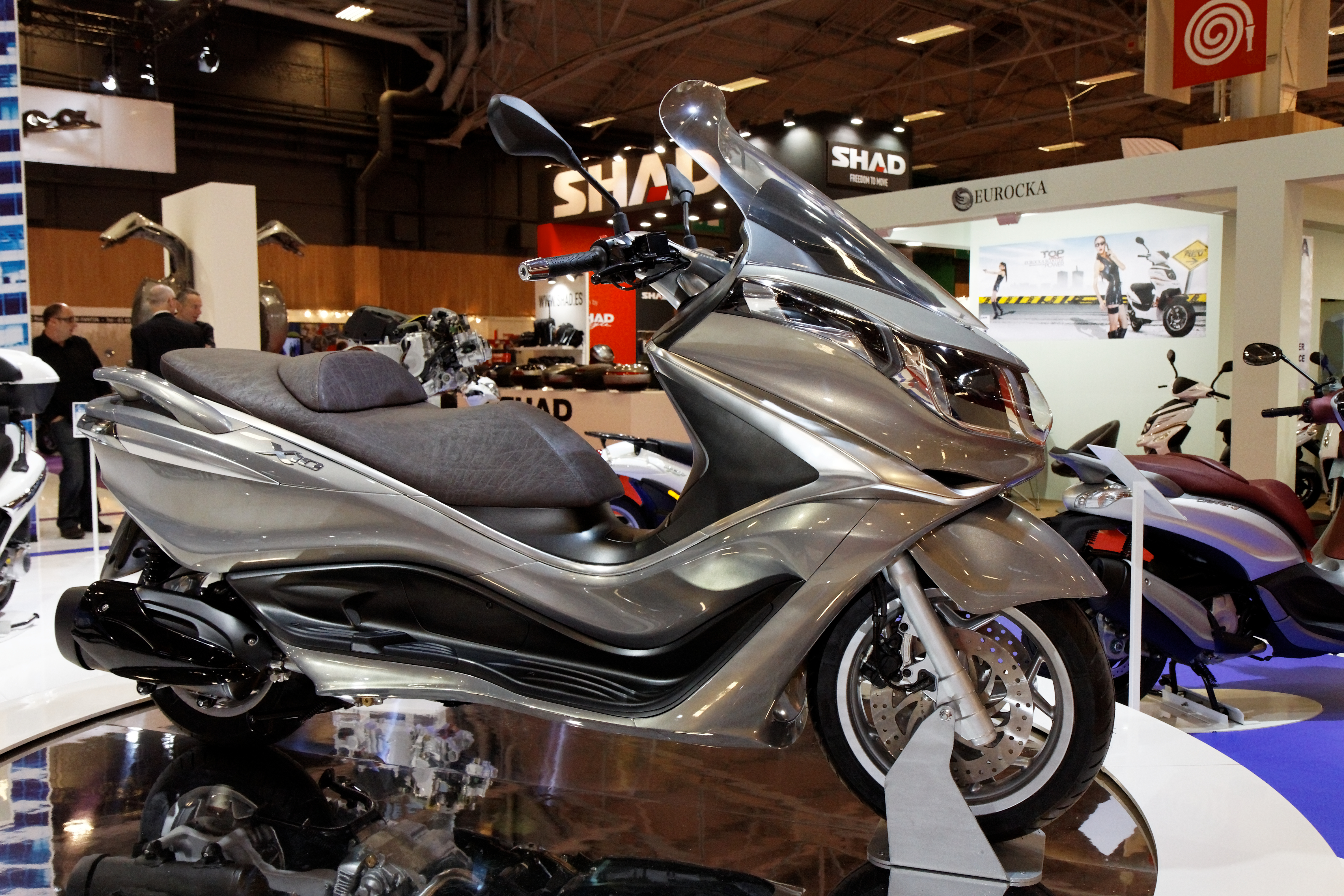
Piaggio X10 350

Die Piaggio X10 ist ein Großroller des italienischen Fahrzeugherstellers Piaggio. Der Roller wurde von 2012 bis 2016 mit Motoren zwischen 125 cm³ und 500 cm³ produziert.
Modelle ab 350 cm³ Hubraum verfügen über die Piaggio Multimedia Platform (PMP), mittels der sich über ein Smartphone Daten zu Drehzahl, Tempo, Kilometerzähler, Durchschnitts- und Höchstgeschwindigkeit, Bordspannung, Verbrauch usw. abrufen lassen. Zusätzlich können mit den Gyrosensoren des Smartphones auch die Beschleunigungskräfte oder der Schräglagewinkel gemessen und festgehalten werden.

## Modellübersicht
Alle Modelle haben  einen Einzylinder-Viertakt-Vierventil-Motor gemäß Euro-3-Norm mit Flüssigkeitskühlung, eine obenliegende Nockenwelle, Saugrohreinspritzung und ein stufenloses Automatikgetriebe.
|                              | X10 125                                   | X10 350                                   | X10 500                                   |
| ---------------------------- | ----------------------------------------- | ----------------------------------------- | ----------------------------------------- |
| Bauzeit                      | ab 2012                                   | ab 2012                                   | ab 2012                                   |
| Präfix der Rahmennummer      | ZAPM                                      | ZAPM                                      | ZAPM                                      |
| Motorbauart                  | Einzylindermotor, 4 Ventile, Einspritzung | Einzylindermotor, 4 Ventile, Einspritzung | Einzylindermotor, 4 Ventile, Einspritzung |
| Präfix Motornummer           | M455M                                     | M4                                        | M4                                        |
| Hubraum                      | 124 cm³                                   | 329,5 cm³                                 | 492,7 cm³                                 |
| Bohrung × Hub (mm)           | 57,0 × 48,6                               | 78,0 × 69,0                               | 94,0 × 71,0                               |
| Verdichtungsverhältnis       | 12,3 : 1                                  | 11,5 : 1                                  | 10,5 : 1                                  |
| max. Leistung (PS) bei 1/min | 11 kW (15 PS) 8750                        | 24,5 kW (33,3 PS) 8250                    | 30,2 kW (41 PS) 7250                      |
| max. Drehmoment bei 1/min    | 12,1 Nm 7250                              | 32,3 Nm 6250                              | 46,0 Nm 5250                              |
| Kupplung                     | Fliehkraftkupplung                        | Lamellen im Ölbad                         | Fliehkraftkupplung                        |
| Höchstgeschwindigkeit        | 99 km/h                                   | 139 km/h                                  | 150 km/h                                  |
| Serviceintervall             | 10.000 km                                 | 10.000 km                                 | 10.000 km                                 |